# Bulat-Pestivien

Bulat-Pestivien este o comună în departamentul  Côtes-d'Armor, Franța. În 1 ianuarie 2022 avea o populație de 409 de locuitori.